# Giovanni Pallavicini
Giovanni Pallavicini (Vercelli, 9 aprile 1928) è un ex calciatore italiano, di ruolo attaccante.

## Carriera
Giocò una stagione in Serie A nel Bari.